# أنتوني بنجامين
أنتوني بنجامين (بالإنجليزية: Anthony Benjamin)‏ هو رسام بريطاني، ولد في 29 مارس 1931، وتوفي في 17 فبراير 2002.